# Daniel Varela de Pina
Daniel David Varela de Pina (født 7. august 1996) er en kapverdiansk bokser.
Han konkurrerede i mændenes fluevægtstævne ved Sommer-OL 2020.
Ved sommer-OL 2024 var Varela de Pina flagbærer for sit land ved åbningsceremonien og fortsatte med at skrive historie ved at blive den første olympiske medaljevinder nogensinde fra Kap Verde, hvor han tog bronze i fluevægtsdivisionen.